# Hắc cảnh Hồng Kông

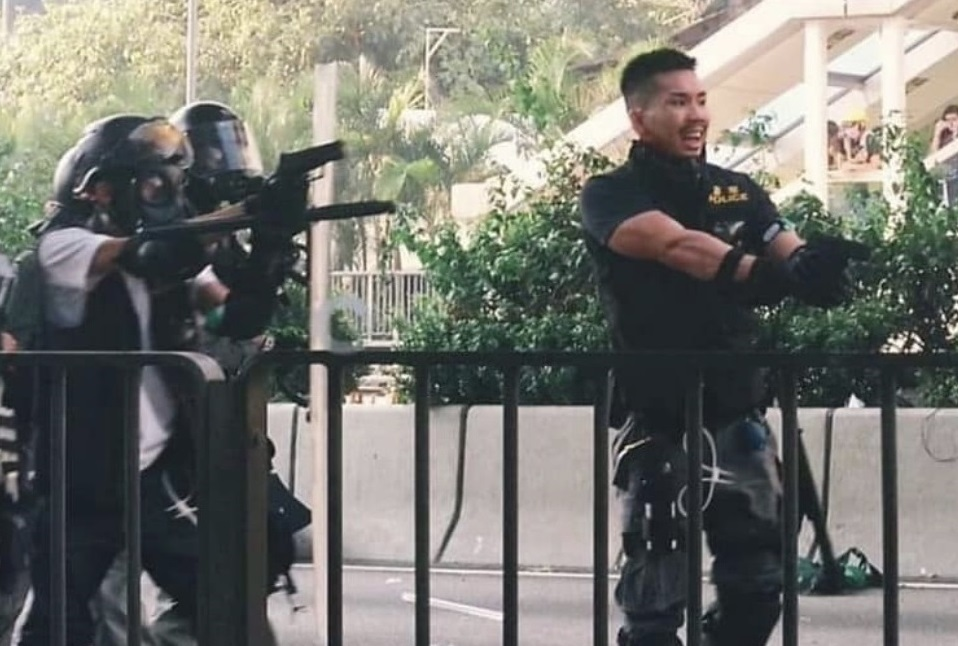
Sĩ quan cảnh sát Hồng Kông mỉm cười khi anh ta chĩa súng vào người biểu tình và được coi là biểu tượng của "hắc cảnh"

Hắc cảnh Hồng Kông là một biệt danh được sử dụng ở Hồng Kông bởi các công dân lên án bằng giọng nói và giận dữ chống lại lực lượng cảnh sát, trong đó "hắc" dùng để chỉ những hành động đen trong đó có việc sử dụng quá nhiều lực lượng.

## Định nghĩa và thay đổi định nghĩa
Ban đầu, từ "hắc cảnh" lần đầu tiên được sử dụng để mô tả các thành viên của Lực lượng Cảnh sát Hồng Kông, những người đồng lõa trong các hoạt động tội phạm hoặc tham gia vào các hoạt động tội phạm. Bây giờ nó được sử dụng để chỉ trích hành vi của cảnh sát trong khi tiếp xúc với các nhóm hoạt động xã hội và các nhà hoạt động. Việc sử dụng cách diễn đạt trên chủ yếu được tìm thấy trên Internet và các phương tiện truyền thông xã hội.
Sau các cuộc biểu tình chính trị năm 2011, cách diễn đạt này đề cập đến các thành viên Lực lượng Cảnh sát Hồng Kông, những người có lập trường chính trị và sử dụng quyền lực của họ để lạm dụng và đàn áp những người có quan điểm chính trị khác nhau. Do đó, từ này chế giễu các hoạt động thực thi của cảnh sát cũng như vẽ ra sự song song giữa hành vi của họ và của các thành viên Hội Tam Hoàng. Cách định nghĩa mới bắt nguồn trong chuyến thăm của Lý Khắc Cường sau sự kiện Hồng Kông 818. Cảnh sát đã bị buộc tội sử dụng các phương pháp khắc nghiệt quá mức để xử lý những người biểu tình bất đồng quan điểm. Sau Phong trào Dù và vụ bất ổn dân sự tại Vượng Giác năm 2016, việc sử dụng từ "hắc cảnh" ngày càng lan rộng và hiện được sử dụng để bao che cho cả cảnh sát phạm tội, và cảnh sát được coi là lạm dụng quyền lực của họ trong việc đối phó với những người biểu tình chính trị. Định nghĩa mới được hiểu rộng rãi vào thời điểm các cuộc biểu tình ở Hồng Kông năm 2014.
Trong các cuộc biểu tình ở Hồng Kông năm 2019, những người biểu tình đã kết hợp từ "黑" (haak) và "警" (ging) thành một nhân vật duy nhất để ám chỉ cảnh sát cùng với thành viên Hội Tam Hoàng tấn công họ.